# Lara Jean Chorostecki

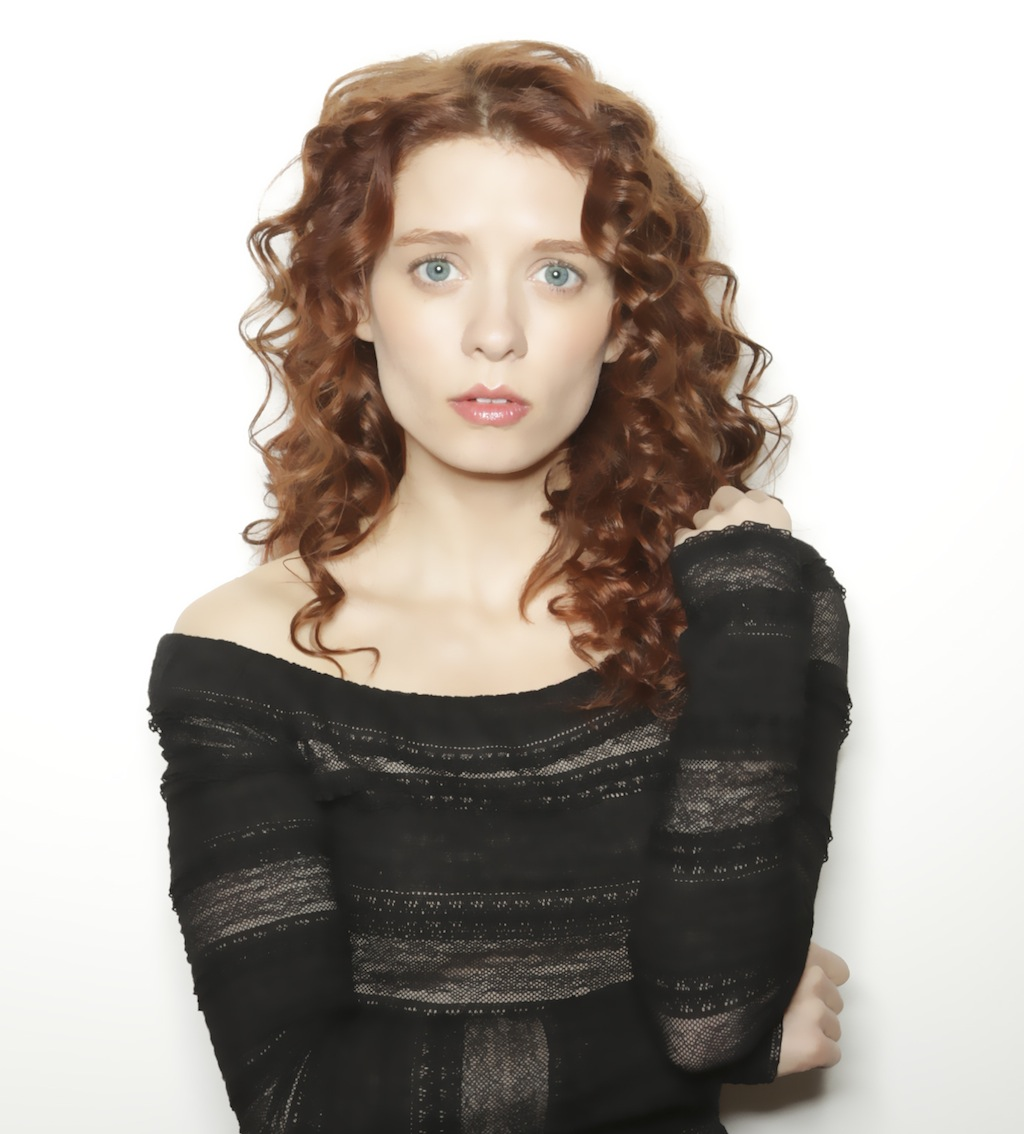
Lara Jean Chorostecki (2013)

Lara Jean Chorostecki (* 24. September 1984 in Brampton, Ontario) ist eine kanadische Fernseh- und Filmschauspielerin. Ihre im deutschsprachigen Raum bekannteste Rolle ist die der Fredricka „Freddie“ Lounds in der Serie Hannibal. Des Weiteren hatte sie wiederkehrende Rollen in den Serien Camelot und Copper – Justice is brutal inne.

## Leben
Chorostecki ist polnischer und schottischer Abstammung. Für die Schauspielerei interessierte sie sich erstmals, als sie als Achtjährige zusammen mit ihren Eltern und ihrem Bruder Les Misérables sah. Ihre Schauspielkarriere begann sie als Teenager beim renommierten Stratford Festival of Canada. In vier Spielzeiten stand sie unter anderem als Olivia in Was ihr wollt und als Julia in Romeo und Julia auf der Bühne. Darauffolgend war sie die jüngste jemals zugelassene Absolventin des Birmingham Conservatory for Classical Theatre Training in Stratford, Ontario. Abschließend beendete sie ihre Ausbildung mit einem Master in Klassischem Schauspiel an der Central School of Speech and Drama in London, England.

## Filmografie

### Filme
- 2008: Loving Loretta (Kurzfilm)
- 2012: Antiviral
- 2012: Please Kill Mr. Know It All
- 2015: Barn Wedding
- 2016: The Masked Saint
- 2016: Renaissance
- 2016: Joseph and Mary
- 2018: Nose to Tail
- 2019: Hammer
- 2021: Defining Moments
- 2021: Nightmare Alley
- 2023: The King Tide

### Fernsehen
- 2004: Doc (Fernsehserie, Folge 4x18 Breaking Away)
- 2006: 72 Hours: True Crime (Fernsehserie, Folge 3x05 Frenzy)
- 2007: Degrassi: The Next Generation (Fernsehserie, Folge 6x15 Free Fallin’)
- 2007: Roxy Hunter and the Mystery of the Moody Ghost (Fernsehfilm)
- 2008: Charlie & Me (Fernsehfilm)
- 2008: Loving Loretta (Kurzfilm)
- 2009: The Listener – Hellhörig (The Listener, Fernsehserie, 9 Folgen)
- 2009: The Border (Fernsehserie, Folge 3x08 Dark Ride)
- 2010: Republic of Doyle – Einsatz für zwei (Republic of Doyle, Fernsehserie, Folge 1x02 The Return of the Grievous Angel)
- 2010: Dan for Mayor (Fernsehserie, 13 Folgen)
- 2010: Die 19te Frau (The 19th Wife, Fernsehfilm)
- 2011: Camelot (Fernsehserie, 7 Folgen)
- 2012: Beauty and the Beast (Fernsehserie, Folge 1x03 All In)
- 2012–2013: Copper – Justice is brutal (Copper, Fernsehserie, 6 Folgen)
- 2013: Lost Girl (Fernsehserie, Folge 4x06 Of All the Gin Joints)
- 2013–2015: Hannibal (Fernsehserie, 13 Folgen)
- 2014: Haven (Fernsehserie, 2 Folgen)
- 2015: We Are Disorderly (Fernsehserie, Folge 1x05 Our Dog)
- 2015–2017: X Company (Fernsehserie, 24 Folgen)
- 2016: American Gothic (Fernsehserie, Folge 1x03 Nighthawks)
- 2016: Houdini and Doyle (Fernsehserie, Folge 1x09 Necromanteion)
- 2016: The Girl Next Door (Kurzfilm)
- 2016–2017 Designated Survivor (Fernsehserie, 8 Folgen)
- 2017: Saving Hope (Fernsehserie, Folge 5x08 Knowing Me, Knowing You)
- 2018: Frankie Drake Mysteries (Fernsehserie, Folge 2x01 The Old Switcheroo)
- 2018: Killjoys (Fernsehserie, Folge 4x08 It Takes a Pillage)
- 2019: Crossword Mysteries: Proposing Murder (Fernsehfilm)
- 2019: Christmas 9 to 5 (Fernsehfilm)
- 2020: Condor (Fernsehserie, 2 Folgen)
- 2020: Hudson & Rex (Fernsehserie, Folge 2x12 Rex and the City)
- 2020–2021: The Expanse (Fernsehserie, 3 Folgen)
- 2021: A Date with Danger (Fernsehfilm)
- 2022: Reacher (Fernsehserie, 2 Folgen)
- 2022–2024: Chucky (Fernsehserie, 14 Folgen)
- 2023: Murdoch Mysteries – Auf den Spuren mysteriöser Mordfälle (Murdoch Mysteries, Fernsehserie, Folge 16x18 Virtue and Vice)
- 2023: The Good Doctor (Fernsehserie, Folge 6x21 A Beautiful Day)